# Đức Xuân, Bắc Quang
Đức Xuân là một xã thuộc huyện Bắc Quang, tỉnh Hà Giang, Việt Nam.

## Địa lý
Xã Đức Xuân nằm ở phía đông huyện Bắc Quang, có vị trí địa lý:
- Phía đông và nam giáp tỉnh Tuyên Quang
- Phía tây giáp tỉnh Tuyên Quang và xã Vô Điếm
- Phía bắc giáp xã Liên Hiệp.

Xã Đức Xuân có diện tích 62,55 km², dân số năm 2019 là 2.444 người, mật độ dân số đạt 39 người/km².

## Lịch sử
Ngày 19 tháng 2 năm 1986, Hội đồng Bộ trưởng ban hành Quyết định số 14/1986/QĐ-HĐBT về việc thành lập xã Đức Xuân trên cơ sở có diện tích tự nhiên 4.592 hécta với 1.154 nhân khẩu của xã Liên Hiệp.